# The M+M’s Tour
A The M+M's Tour Britney Spears amerikai énekesnő hatodik turnéja, hat rövid koncertet tartalmaz, melyeket klubokban adott elő. Britney először 2006 februárjában beszélt arról, hogy szívesen menne turnézni. Titokban kezdett el próbálni, majd meglepetésszerűen lépett fel először 2007 április 25-én Los Angeles-ben.  A cím "M+M's" utal Britney anyaságára (Mother) és válására (Miss).
A műsoridő körülbelül 12-16 perc volt, Britney és négy női táncosa léptek fel az énekesnő rövidített dalaival. Az előadás közben a "Breathe on Me" alatt egy férfit mindig felhívtak a közönségből. Az énekesnő végig csak playbackelt a műsor alatt. A turné vegyes kritikákban részesült, néhány kritikus és rajongó azt gondolta, hogy Britney újra boldog és jó formában van, míg mások átlagon alulinak titulálták a műsort.

## Dallista
1. "...Baby One More Time"
2. "I’m a Slave 4 U"
3. "Breathe on Me"
4. "Do Somethin'"
5. "Toxic"

## Turnéállomások
| Dátum           | Város       | Ország           | Helyszín          | Résztvevők száma    | Bevétel  |
| --------------- | ----------- | ---------------- | ----------------- | ------------------- | -------- |
| 2007. május 1.  | San Diego   | Egyesült Államok | House of Blues    | 900 / 900           | $36,896  |
| 2007. május 2.  | Anaheim     | Egyesült Államok | House of Blues    | 1,100 / 1,100       | $38,500  |
| 2007. május 3.  | Los Angeles | Egyesült Államok | House of Blues    | 1,050 / 1,050       | $36,750  |
| 2007 május 6.   | Las Vegas   | Egyesült Államok | House of Blues    | 1,743 / 1,800       | $104,580 |
| 2007. május 19. | Orlando     | Egyesült Államok | House of Blues    | 2,100 / 2,100       | $73,500  |
| 2007. május 20. | Miami       | Egyesült Államok | Mansion Nightclub | N/A                 | N/A      |
| Összes          | Összes      | Összes           | Összes            | 6,893 / 6,950 (99%) | $290,226 |